# Анспак, Филипп
Филипп Анспак или Анспах (фр. Philippe Anspach; 1800, Мец — 1875) — французский юрист, адвокат, судья и политик.

## Биография
Еврейского происхождения. Брат писателя Иоэля Анспака.
Занимался юридической практикой в Париже. Будучи адвокатом в столице в последние годы правления короля Карла X, не скрывал своей вражды к Бурбонской династии и принял участие в Июльской революции 1830 года.
Правительство Луи-Филиппа отправило его в качестве помощника комиссара в департамент Сены и Марны; вскоре был переведён в Париж, где занимал последовательно должности судьи, помощника прокурора, члена апелляционной палаты, председателя палаты и, наконец, члена кассационного суда. Сочетал в себе качества юриста-практика с эрудицией теоретика права.
Был первым французским евреем, занимавшим столь высокий судебный пост, принимал участие и в еврейских делах: так, одно время он был членом парижской консистории, а в 1845 году был избран также в центральную консисторию.
За несколько лет до своей смерти плохое здоровье вынудило его уйти в отставку с последней должности после юридической карьеры, во время которой он продемонстрировал глубокие познания в области права, а также замечательное красноречие и неподкупную твёрдость.
У Анспака было две дочери, старшая из которых вышла замуж за барона Гюстава де Ротшильда.
Автор брошюры «De la Procédure Devant les Cours d’Assises».